# Bloedserieus Leuven
Bloedserieus Leuven is de studentenorganisatie die de Bloedserieusweken in Leuven organiseert. Eén keer per semester wordt er een bloedinzameling gehouden in samenwerking met Rode Kruis Vlaanderen. In ruil voor de bloeddonatie krijgen de donoren een goodiebag en krijgen ze extra kortingen in fakbar's of op andere evenementen van Bloedserieus Leuven zelf.
Op de Bloedserieusweken in Leuven komen doorgaans tussen de 2100 en 2300 studenten langs om bloed te geven. Het kan zich daardoor de grootste bloedinzamelingsactie van België noemen.
De bloedserieus-campagnes staan bij Het Rode Kruis bekend als bron van nieuwe donoren. Doorgaans zijn 30% van de donoren die langskomen bij Bloedserieus Leuven studenten die voor de eerste keer doneren.

## Geschiedenis
Bloedserieus Leuven werd in 1990 opgericht door LBK. Het concept van een bloedinzamelingsactie ontstond uit het initiatief van toenmalig LBK praeses Karel ‘Sjorel’ Bolckmans en zijn praesidium. De allereerste bloedserieus-campagne vond plaats op dinsdag 18 december 1990. Vier jaar later sloot ook studentenkring Medica zich aan bij het bloedserieus-verhaal. Echter, sinds 2010 is Bloedserieus Leuven een onafhankelijke organisatie geworden en zijn er geen directe banden meer met LBK en Medica.
Enkele jaren na de lancering van de eerste bloedserieus campagne in Leuven heeft Bloedserieus zich verder verspreid naar andere Vlaamse studentensteden. In het academiejaar '92-'93 kreeg Gent voor het eerst de gelegenheid om bloed te doneren als onderdeel van Bloedserieus. In 1998 werd ook Bloedserieus Antwerpen georganiseerd. Tegenwoordig zijn er twaalf steden die deelnemen aan de 'Bloedserieus'-beweging, namelijk Antwerpen, Brugge, Brussel, Diepenbeek, Duffel, Geel, Gent, Kortrijk, Leuven, Merelbeke, Turnhout en Sint-Niklaas.
Om meer aandacht te creëren voor plasmadonaties organiseert Bloedserieus Leuven sinds 2018 ook ‘plasmaweken’.